# Ylimmäinen Kellojärvi
Ylimmäinen Kellojärvi tillsammans med övriga Kellojärvet är sjöar i Finland. De ligger i kommunen Suomussalmi i landskapet Kajanaland, i den nordöstra delen av landet, 600 km norr om huvudstaden Helsingfors. Ylimmäinen Kellojärvi ligger 262 meter över havet. Arean är 22 hektar och strandlinjen är 2,45 kilometer lång. Sjön  ingår i Uleälvens huvudavrinningsområde. 